# Krzysztof Kopka
Krzysztof Kopka (n. 13 iunie 1958) este un scenarist, regizor și traducător de origine poloneză. A absolvit teatrologia în cadrul Școlii Superioare de Teatru din Varșovia. Ca regizor, a debutat cu spectacolul „Edzio”, după proza lui Bruno Schulz, la Teatrul „Helena Modrzejewska” din Legnica. A regizat în teatrele din Zakopane, Gdańsk, Zielona Góra, Białystok, Wrocław, Łodz, Zabrze și Wałbrzych. În 2000-2002, a fost director artistic al Teatrului „Jerzy Szaniawski” din Wałbrzych.